# Большой Устьинский мост

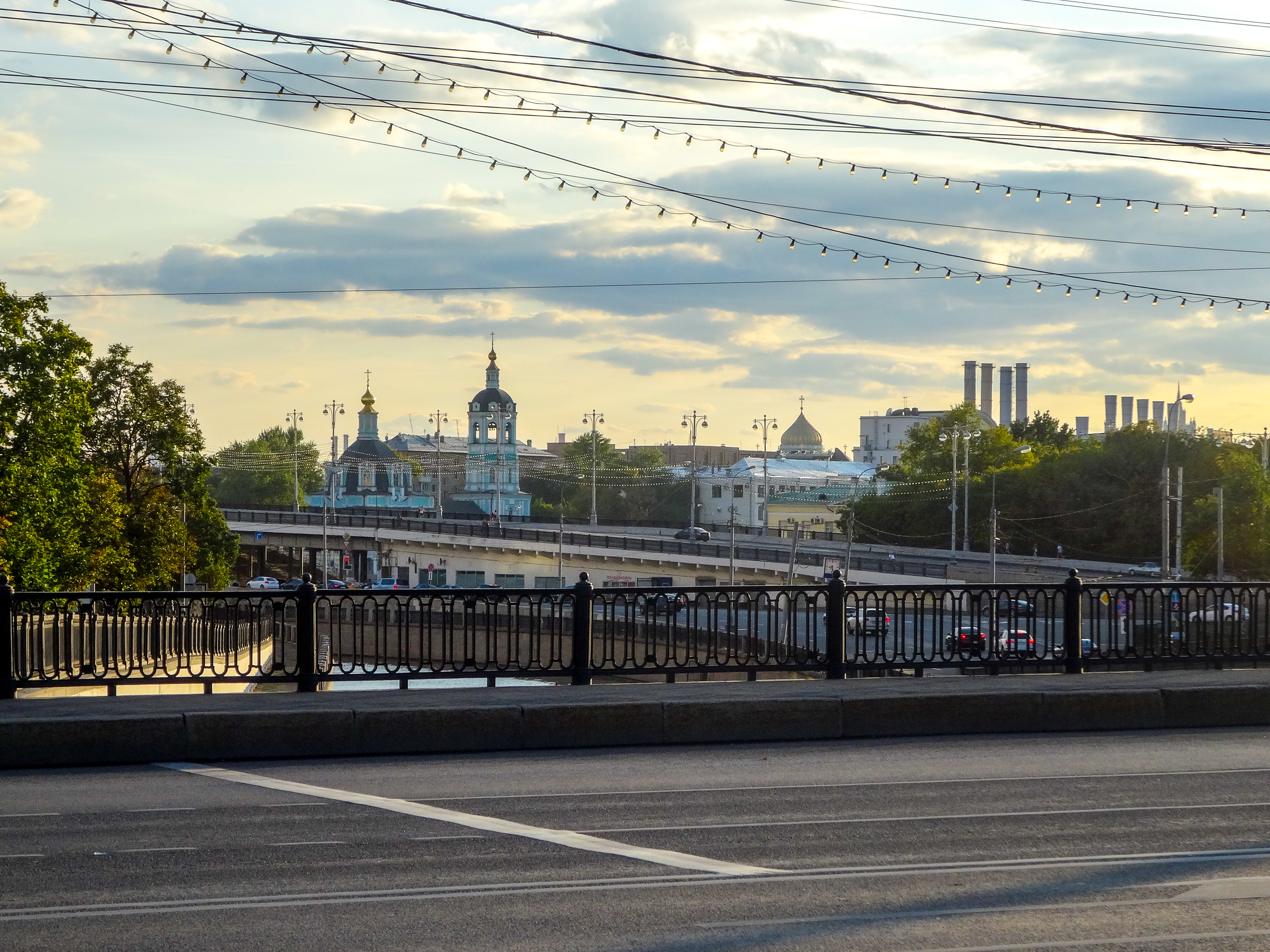
Вид с Астаховского моста на Большой Устьинский мост. Июль 2014

Большо́й У́стьинский мост — мост через Москву-реку на пересечении Москвы-реки с Бульварным кольцом, у впадения реки Яузы (отсюда название). Соединяет Яузский бульвар с Садовническим проездом, пересекающим Водоотводный канал по Комиссариатскому мосту. Построен в 1938 году (инженер В. М. Вахуркин, архитекторы Г. П. Гольц и Д. М. Соболев) вблизи одноименного арочного моста, построенного в 1881 г.

## История

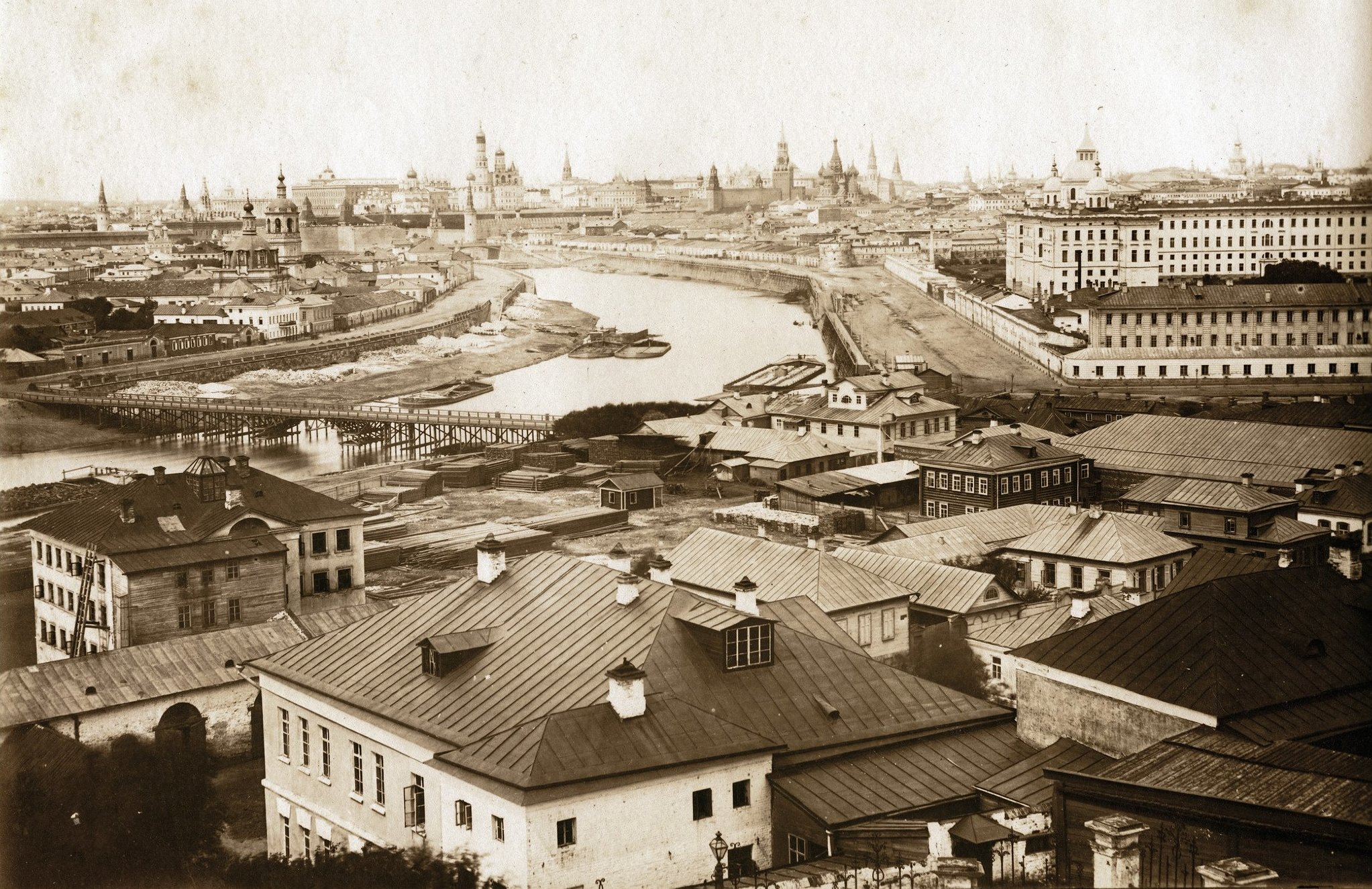
Мост через Москву-реку у устья Яузы, Ф. Бюро, 1872

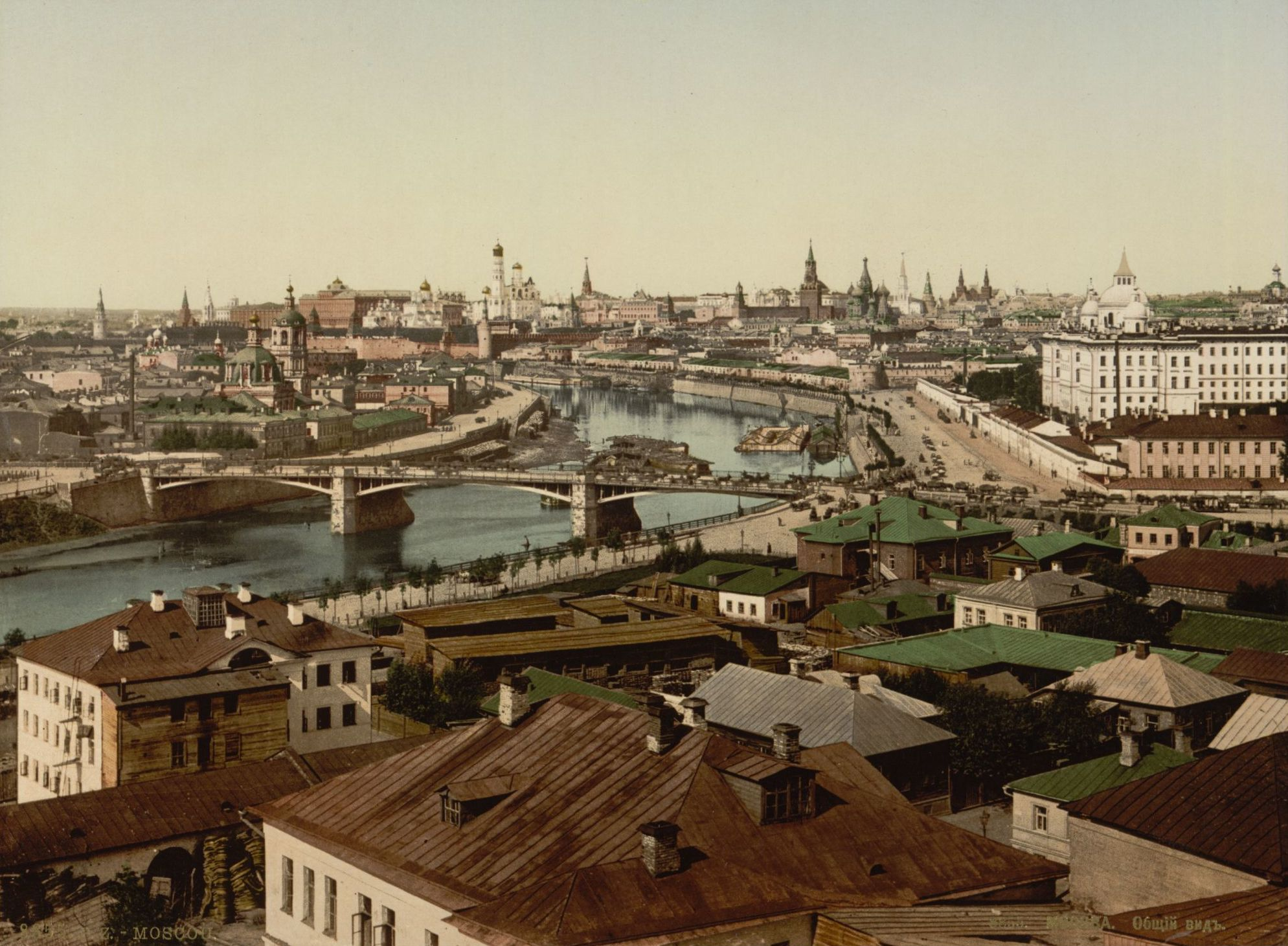
Большой Устьинский мост, 1881

Первый Большой Устьинский мост был построен в 1881 г. по принятой в Москве трехпролётной, арочной схеме инженером В. Н. Шпейером (формула пролётов 39,5 + 44,5 + 39,5 м, ширина 19,2 м), непосредственно ниже тогдашнего устья Яузы. 
На берегах были размещены каменные быки, оснащённые ледорезами. Сам мост представлял собой металлическую конструкцию. Для конки были установлены специальные рельсы, позже заменённые на трамвайные. Рядом с мостом был организован толкучий рынок.
Существующий мост выстроен в 1938 году незначительно выше по течению, в рамках реконструкции московских набережных в связи с запуском Канала имени Москвы и предполагаемым продлением Бульварного кольца в Замоскворечье, которое было изначально запланировано планами «Новая Москва» и «Большая Москва» и закреплено в Генеральном плане реконструкции Москвы. Планировалось возведение башни-маяка, но оно было отменено. При этом русло Яузы было изменено, и теперь она впадает в реку Москву ниже Большого Устьинского моста (между мостом и Яузой умещается восьмиполосная дорога). Старый мост имел достаточный резерв по пропускной способности (и по сей день Устьинский мост — наименее загруженный из всех мостов в центре города), однако пересечение проезжей части моста с набережными в одном уровне было неприемлемо. Одновременно, был выстроен Малый Устьинский мост через Яузу, а несколько позже — Яузский мост.

## Описание
Особенность Устьинского моста — отсутствие видимых (надземных) береговых устоев. Нагрузку принимают на себя два подземных устоя — плоские фундаменты размером 31,2 × 40 м. С учётом фундаментов береговых пролётов, отнесёных от пят арок на 52,0 м, и соединяющих их распорных плит, общий размер каждого из двух оснований — 58,3 × 40,0 м.
В главном пролёте — шесть клёпаных арок из стали СДС (Специальная, Дворец Советов), сечением 2,1 × 1,0 м. Вес арок — 2235 т, стрелка прогиба — 8,95 м при длине пролёта 134,0 м. Надарочная плита и проезжая часть продолжена над набережными в виде неразрезной конструкции. Верхнее строение — ортотропная стальная плита с рёбрами-швеллерами.
В 1997—1999 гг. мост реконструирован по проекту ОАО «Гипротрансмост» (подрядчик — итальянская фирма «Тодини»), работы проведены в основном по кредитной линии Международного банка реконструкции и развития. Всё верхнее строение было заменено на ортотропную плиту современной конструкции. Несущая основа моста сохранена.